# La Chasse illustrée
La Chasse illustrée est un revue cynégétique française illustrée de gravures et publiée entre 1867 et 1914.

## Histoire
Lancée au cours de l'été 1867 (numéro spécimen le 11 juillet puis véritable no 1 le 3 août), cette revue hebdomadaire fut fondée, sur une idée de Bénédict-Henry Révoil, par un imprimeur-libraire-éditeur passionné de chasse, Alfred Firmin-Didot, associé de la maison Firmin-Didot dirigée par son père Ambroise et son oncle Hyacinthe. À 50 centimes le numéro (20 francs pour un abonnement annuel), la Chasse illustrée s'adressait à un lectorat plutôt aisé. Son programme, rédigé par Alexandre Dumas, fut publié en seconde page d'un numéro spécimen qui contenait des illustrations gravées par Étienne Huyot et dessinées par Yan' Dargent et Édouard Riou.
Complètement interrompue pendant 6 mois, du 8 octobre 1870 au 8 avril 1871, à cause de la Guerre franco-allemande de 1870, la publication reprit le 15 juillet 1871 et se poursuivit selon une fréquence hebdomadaire jusqu'en 1899. Elle devint ensuite bimensuelle de 1900 à 1914, à l'exception de la période du 31 mars 1907 au 1er mars 1908.
Au cours de près d'un demi-siècle de publication, la revue changea plusieurs fois de titre et de sous-titre. Initialement intitulée La Chasse illustrée : journal des plaisirs de la ferme et du château, elle devint La Chasse illustrée et la Vie à la campagne en novembre 1869, après avoir absorbé La Vie à la campagne du comte Eugène de La Broue, puis, en 1872, elle ajouta à son titre celui d'un périodique disparu en 1870, Le Journal des chasseurs de Charles Godde, en devenant ainsi La Chasse illustrée, Journal des chasseurs et La Vie à la campagne.
Directeur-gérant jusqu'en mars 1868, Révoil fut ensuite remplacé par le vicomte Louis de Dax. À la mort de ce dernier, survenue en 1872, Alfred Firmin-Didot prit la direction-gérance du journal tandis qu'Émile Chevalier en devint le rédacteur en chef. Ayant dû renoncer à ses fonctions au début de l'année 1876, Chevalier fut alors remplacé par Ernest Bellecroix. Ce dernier assura la direction-gérance du journal à partir de septembre 1892. En 1901, après la mort de Bellecroix, Louis Ternier cumula les fonctions de directeur et de rédacteur en chef tout en laissant celle de gérant à Rémy de Saint-Ouen.
Le 15 mai 1906, le journal fut rebaptisé Le "Field français". La Chasse illustrée et la Vie rurale & sportive après avoir absorbé une revue bimensuelle fondée quelques mois plus tôt. Ce titre faisait référence à un nouveau modèle, le mensuel britannique The Field, et annonçait une ouverture à d'autres thèmes, avec une partie consacrée aux sujets ruraux et sportifs dirigée par Alphonse Blanchon, tandis que Ternier restait le rédacteur en chef de la partie cynégétique. Cette nouvelle formule perdura jusqu'au numéro du 1er août 1914, qui fut le dernier à cause de la Première Guerre mondiale.

## Collaborateurs notables
- Ernest Bellecroix[1]
- Henry de La Blanchère[1]
- Henri Bodmer (d)[6]
- Karl Bodmer[5]
- Émile Bogaert (d)[5]

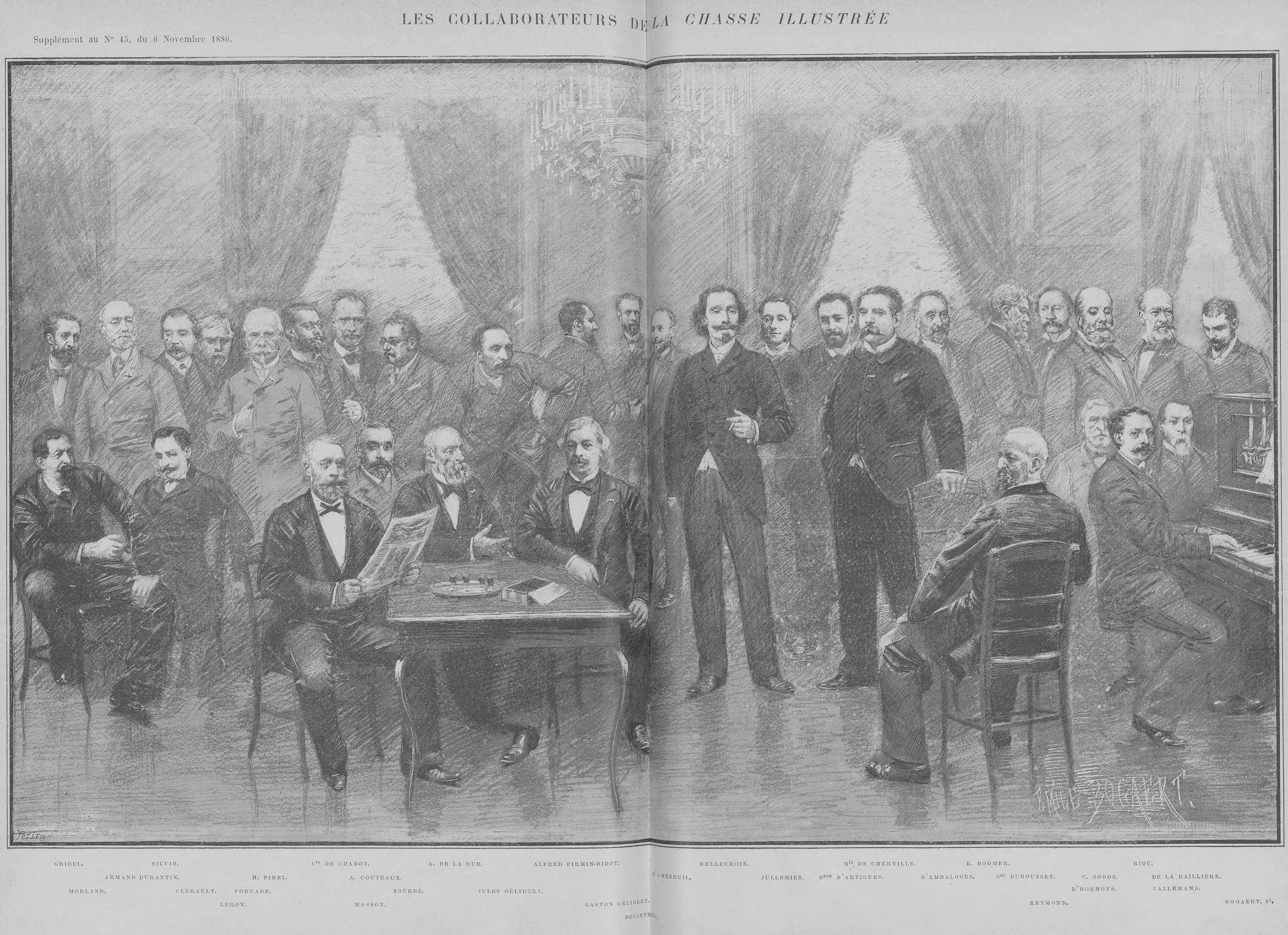
Portrait de groupe des collaborateurs de la Chasse illustrée, par Émile Bogaert (supplément au numéro du 6 novembre 1886).

- Henri de Castelbajac (d) (pseudonyme : H. de La Raillière)[5]
- Auguste de Chabot[5]
- Gaspard de Cherville[1]
- Aristide Couteaux[5]
- Yan' Dargent[1]
- Paul Dhormoys[5]
- Émile Chevalier
- Émile Duhousset[5]
- Alexandre Dumas[1]
- Armand Durantin[5]
- Gaston et Jules Gélibert[1]
- Charles Godde (d)[5]
- Émile Gridel (d)[5]
- Raoul Forcade[5]
- Adolphe d'Houdetot[1]
- Lucien Jullemier[5]
- Alphonse Karr[1]
- Charles Lallemand (d)[5]
- Auguste Lançon[1]
- Adolphe de La Rüe (d)[5]
- Paul Mahler[1]
- Adrien Marie[1]
- Frédéric Masson (d)[5]
- Herbert de Vigier de Mirabal (d)[7]
- Maurice Moisand (d)[1]
- Charles Monselet[1]
- Florian Pharaon (d)[1]
- Honoré Pinel (d)[5]
- Bénédict-Henry Révoil[1]
- Édouard Riou[1]
- Jean Robert (d) (pseudonyme : Silvio)[5]
- Louis Ternier (d)
- Alphonse Toussenel[1]
- Louis Viardot[1]